# 台北捷運301型電車

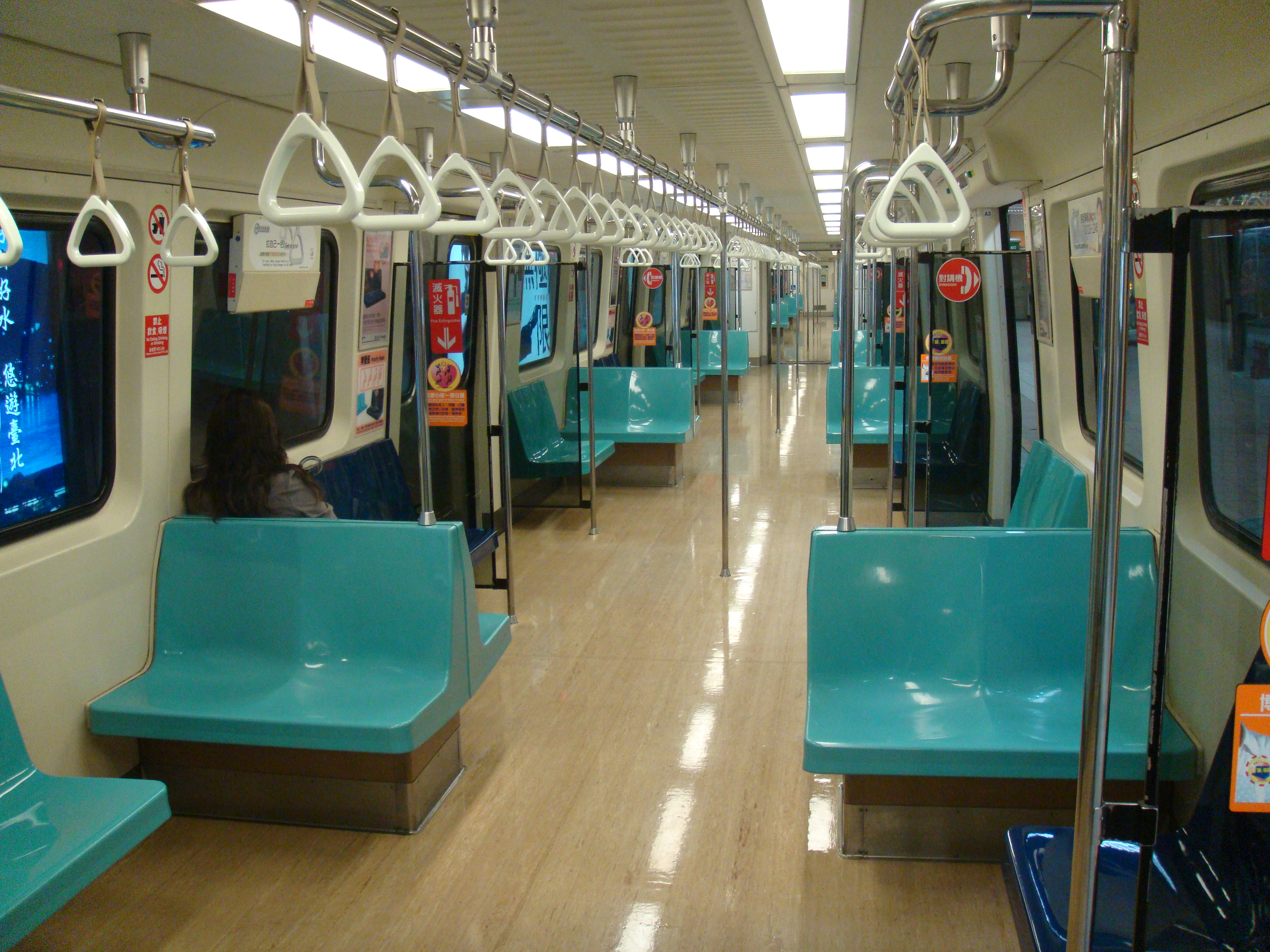
301型電車車内

台北捷運301型電車（たいぺいしょううんC301がたでんしゃ）は、台北都会区大衆捷運系統（台北捷運）で運用されている通勤型電車である。

## 概要
この車両は川崎重工業と資本提携関係にある米国URC（Union Rail Car）が製造した。
米国のスペシャル301条に基づき部品の50％を米国製品とし、車体は川崎重工兵庫工場で製作し、米国東海岸で最終組立てを行い台湾へ納入された。この時、車体が輸送で地球を東西にほぼ一周したという異例の経歴を持つ。その為車内の製造工場標が川崎重工業とURCの二つがある。
22編成132両全てが北投機廠（工場）に配置され、そのうち013Fと014Fは新北投支線にて運用されていたが、2006年（民国95年）に3両編成のC371型が入った為、本線の運用に変更されている。

## 性能諸元
- 全長 - 23,500mm
- 全高 - 3,585mm
- 全幅 - 3,180mm
- 自重 - Mc/M2：39.5t、T：34.0t
- 定員 - 168人（座席64人）
- 制御装置 - ウェスティングハウス製GTO–VVVFインバータ制御（型式不明）→ボンバルディア製IGBT–VVVFインバータ制御（MITRAC TC1410）
- 主電動機 - AEGウェスティングハウス製三相かご型誘導電動機
  - 定格出力 - 145kW×4
  - 歯数比 -
- 台車 - 川崎重工業製ロールゴム式軸箱支持ボルスタレス台車 (KW85･86)
- 営業最高速度 - 80km/h